# 劉萃
劉萃（16世紀—17世紀），字正峰，湖廣荊州府江陵縣人，明朝政治人物。

## 生平
劉萃有孝友節義，走路目不斜視，考取隆慶四年（1570年）庚午科湖廣鄉試時，文章本來不獲考官取錄，然而考官三次夢見有人稱讚他有德行，故此最終成為舉人，萬曆五年（1577年）授建平知縣，陞合州知州有惠政，不久致仕回鄉。

## 引用
1. 1 2  光緒《江陵縣志·卷二十七·人物》：劉萃，字正峰，中隆慶庚午鄉試，有孝友大節，行於途目不斜視，鄉闈房考閱其文不甚稱賞，夢有人謂其有德行者三，乃薦焉，歷四川合州知州有惠政，致仕歸。從子汝乾中萬厯庚子鄉試仕鳳陽知縣，陞知州；子汝悌，孫國任俱以詩文名。
2. ↑  康熙《建平縣志·卷十·職官》：明 知縣……劉萃，湖廣江陵人，萬曆五年任。